# بوبي بالدوين
بوبي بالدوين (بالإنجليزية: Bobby Baldwin)‏ هو لاعب بوكر أمريكي، ولد في 1950 في تلسا في الولايات المتحدة.